# Bobîne, Putîvl
Bobîne (în ucraineană Бобине) este localitatea de reședință a comunei Bobîne din raionul Putîvl, regiunea Sumî, Ucraina.

## Demografie
Componența lingvistică a localității Bobîne
     Rusă (75,37%)
     Ucraineană (24,41%)
Conform recensământului din 2001, majoritatea populației localității Bobîne era vorbitoare de rusă (75,37%), existând în minoritate și vorbitori de ucraineană (24,41%).